# Sułkowice (województwo wielkopolskie)
Sułkowice (pol. hist. Sulkowa Krobia) – wieś w Polsce położona w województwie wielkopolskim, w powiecie gostyńskim, w gminie Krobia.

## Historia
Wieś istnieje co najmniej od pierwszej połowy XIII wieku. Wymieniona w łacińskim dokumencie z 1232  jako „villa Fulconis” oraz „Sulcowa Crobya, Sulkowa Krobya”, w 1307 „Crobya”, 1335 „Crob Sulkonis”, 1367 „Sulconis villa”, 1420 „Sulkowice”, 1479 „Szulkowycze”, 1510 „Sulkowicze”, 1530 „Zulkovicze”, 1563 „Szulkowicze”, 1564 „Sulkouicze, Sulikouicze”, 1566 „Sułkowice”.
Miejscowość leżała pierwotnie w Wielkopolsce i początkowo była własnością książęcą, szlachecką, a później biskupstwa poznańskiego. Leżała w kluczu dóbr krobskich w powiecie kościańskim Korony Królestwa Polskiego. W 1510 należała do parafii Krobia.
W 1232 odnotowana została obok Krobi jako „villa Fulconis” w Rocznikach kapituły gnieźnieńskiej. W tym roku w Sułkowicach obok Krobi książę wielkopolski Władysław Odonic nadał bipskupstwu poznańskiemu przywilej menniczy.
W 1335 Mikołaj zwany Sułkowicem dał biskupowi poznańskiemu Janowi herbu Łodzia  swoją wieś Sułkowice jaką odziedziczył po ojcu, a w zamian otrzymał wsie w powiecie kaliskim Zawidowice i Warsowa. Zamianę tę potwierdził król polski Kazimierz.
W 1367 miejscowość odnotowana została jako wieś biskupia. Jan z Lutogniewa biskup poznański nadał swemu podkoniemu Maćkowi sołectwo we wsi Sułkowice. Sołtys otrzymał 4 łany wolne, zagrodę, 1/3 dochodów sądowych, prawo do posiadania karczmy oraz jatki rzeźniczej, osadzenia we wsi kowala, piekarza oraz szewca. Maciej mógł wypasać owce poza stadami należącymi do kmieci. Kmiecie sułkowscy mieli płacić biskupstwu na św. Marcina, przypadającego 11 września, po 4 ćwiertnie pszenicy, żyta i owsa, jeden wiardunek, 2 kury oraz 20 jaj czynszu z każdego łanu, a także krowę i wieprza.
W 1420 Andrzej biskup poznański przyłączył Kościelną Wieś do Krobi i przeniósł ją na prawa tego miasta zobowiązując kmieci z Kościelnej Wsi aby przez 3 dni w roku orali na folwarku biskupim, który znajdował się w Sułkowicach.
W 1540 Sebastian Branicki biskup poznański sprzedał pracownikowi Tomaszowi Kociębie z Sułkowic oraz jego spadkobiercom zabudowaną działkę oraz jeden łan we wsi za 60 grzywien. W 1603 Wawrzyniec Goślicki biskup poznański uznał ten przywilej za prowadzący do umniejszania dóbr kościelnych ale mimo tego potwierdził nadanie ziemi na prawie lennym Andrzejowi Kociębie, ówczesnemu posiadaczowi oraz jego spadkobiercom w linii męskiej,  zobowiązując ich jednocześnie do oddawania w naturze dwóch dobrych kapłonów rocznie.
Miejscowość odnotowano również w historycznych rejestrach poborowych. W 1510 w Sułkowicach, wsi biskupstwa poznańskiego było 11,5 łana osiadłego oraz 5,5 łana opuszczonego, a także 4 łany sołeckie. W 1530 pobrano podatki od 9 łanów, a sołtys zapłacił 6 groszy od jednego łana. W 1563 miał miejsce pobór od 14,5 łana, 3 łanów sołeckich, 3 komorników oraz karczmy dorocznej. W 1564 w Sułkowicach odnotowano 19 i 1/4 łana. Z każdego łanu osiadłego chłopi oddawali po jednej grzywnie i 8 groszy czynszu, a także w naturze po 4 ćwiertnie owsa, dwa kapłony, dwa koguty, 10 jaj. We wsi były również dwa łany opuszczone, z których płacono po jednej grzywnie i 8 groszy czynszu. Z pozostałych 5 łanów opuszczonych uprawiający je oddawali tylko po jednej grzywnie. Z 6 łanów opuszczonych płacono robociznę tzw. „robotne” po 2 talary, a z siódmego tylko dwa floreny. Z dwóch ogrodów opuszczonych we wsi mieszkańcy płacili 26 groszy. We wsi mieszkało wówczas 12 kmieci, którzy płacili po dwa grosze daniny zwanej „krowne”.  W sumie z Sułkowic biskupstwu płacono 32 grzywny, 8 groszy, 4 małdraty oraz ćwiertnię owsa, 24 kapłony, 24 koguty, dwie kopy plus 5 jaj. We wsi były trzy łany sołeckie osiadłe, z których nie dawano ani wozu ani konia, ale tytułem wiecnego dawali 12 groszy. W Sułkowicach mieszkał też jeden chłop wolny uprawiający jeden łan, z którego nie płacił biskupstwu ani czynszu ani nie odrabiał dla niego robocizny. W 1566 odnotowano pobór od 12 i 1/4 łanów osiadłych, dwóch łanów wolnych, 3 łanów sołeckich, karczmy dorocznej oraz 3 komorników. W 1571 pobrano podatki od 12 i 1/4 łana, 3 łanów sołeckich, 2 łanów wolnych, 4 ubogich komorników oraz od karczmy dorocznej. W 1580 miał miejsce pobór od 12 i 1/4 łana, 3 łanów sołeckich, dwóch łanów wolnych, 3 komorników oraz 6 opuszczonych siedlisk komorniczych.
Wieś duchowna, własność biskupstwa poznańskiego, pod koniec XVI wieku leżała w powiecie kościańskim województwa poznańskiego w Rzeczypospolitej Obojga Narodów.. 
Wskutek II rozbioru Polski w 1793, miejscowość przeszła pod władanie Prus i jak cała Wielkopolska znalazła się w zaborze pruskim. W okresie Wielkiego Księstwa Poznańskiego (1815-1848) miejscowość należała do wsi większych w ówczesnym pruskim powiecie Kröben (krobskim) w rejencji poznańskiej. Sułkowice należały do okręgu ekonomii Krobia tego powiatu i stanowiły część majątku Chumiętki, którego właścicielem był wówczas rząd pruski w Berlinie. Według spisu urzędowego z 1837 roku wieś liczyła 305 mieszkańców, którzy zamieszkiwali 47 dymów (domostw).
W latach 1975–1998 miejscowość położona była w województwie leszczyńskim.